# Louis Chude-Sokei
Louis Chude-Sokei (* 1967) ist ein nigerianischer Schriftsteller und Wissenschaftler, dessen Werke großen Einfluss auf die Literatur, die Schwarze Diaspora und den Afrofuturismus ausüben. Er ist Professor für Englisch und bekleidet den George-und-Joyce-Wein-Lehrstuhl für African American Studies an der Boston University, wo er auch Leiter des Programms für African American Studies ist.

## Leben
Louis Chude-Sokei wurde 1967 am Tag der Kriegserklärung in Nigeria (siehe Biafra-Krieg) als Kind einer jamaikanischen Mutter und eines hochrangigen Biafra-Majors geboren. Seine frühe Kindheit war von der Flucht vor dem nigerianischen Bürgerkrieg geprägt, was ihn zunächst nach Jamaika und später nach Inglewood, Kalifornien, führte. Die Erfahrung des Lebens zwischen verschiedenen Kulturen und das Gefühl, zwischen den Welten zu sein, prägten seine Kindheit und Jugend. Chude-Sokei erlebte die Herausforderungen, die mit der Suche nach Identität und Zugehörigkeit in einem von Rassismus und kulturellen Unterschieden geprägten Umfeld einhergehen.

## Wirken
Chude-Sokei übt durch sein umfangreiches Werk und seine Forschung einen bedeutenden Einfluss aus. Seine schriftstellerischen Arbeiten umfassen von der Kritik anerkannte Bücher wie The Last Darky: Bert Williams, Black on Black Minstrelsy and the African Diaspora, The Sound of Culture: Diaspora and Black Technopoetics und seine Memoiren Floating in a Most Peculiar Way. Diese Werke erforschen die Nuancen der Schwarzen Diaspora, die Schnittstelle von Ethnie und Technologie sowie Chude-Sokeis eigene Lebensgeschichte.
Neben seiner schriftstellerischen Tätigkeit ist Chude-Sokei Herausgeber von The Black Scholar, einer wissenschaftlichen Fachzeitschrift der Black Studies. Seine Arbeit beeinflusste nicht nur akademische, sondern auch künstlerische Kreise, was sich in der Zusammenarbeit mit Künstlern und Musikern wie Bill T. Jones und Mouse on Mars sowie in der Leitung von Kunst- und Klangprojekten manifestiert. Seine Beiträge zum Afrofuturismus, einschließlich der Kuratierung von Festivals und der Teilnahme an Diskussionen, haben ihn als einen wichtigen Denker in diesem Bereich etabliert.